# Даль Канто, Алессандро
Алесса́ндро Даль Ка́нто (итал. Alessandro Dal Canto; род. 10 марта 1975, Кастельфранко-Венето, Венеция) — итальянский футболист и футбольный тренер. Выступал на позиции защитника. В настоящее время является главным тренером клуба «Читтаделла», выступающего в Серии B.

## Карьера игрока
Даль Канто является воспитанником молодёжной академии туринского «Ювентуса». Выступал на позиции защитника. За основной состав клуба дебютировал 27 января 1993 году в матче Кубка Италии, в котором его команда обыграла «Парму» со счётом 2:1. Всего за основной состав «Ювентуса» сыграл три матча в Серии A.
В 2003 году выступал в чемпионате России за элистинский «Уралан». Дебютировав 15 марта 2003 года в матче 1-го тура РФПЛ против московского «Локомотива», стал наряду с одноклубником Дарио Пассони первым итальянцем в истории российского футбола. Всего принял участие в 21 матче чемпионата и 1 матче розыгрыша Кубка России.

## Карьера тренера
После завершения игровой карьеры Даль Канто перешёл на тренерскую работу. Начинал в клубе «Падова», где сначала работал с молодёжной командой, а в марте 2011 года возглавил основную команду, выступавшую в Серии B. В первом сезоне был близок к тому, чтобы вывести клуб в Серию A, однако его команда уступила в серии плей-офф «Новаре». Также работал с «Падовой» в сезоне 2011/2012. В январе 2013 года был назначен главным тренером клуба «Виченца», также выступавшего в Серии B. Летом того же года начал тренировать «Венецию» из Лиги Про (третий дивизион Италии), с этим клубом проработал до октября 2015 года.
Летом 2015 года Даль Канто был назначен Итальянской федерацией футбола главным тренером национальной сборной среди юношей до 17 лет. Под его руководством сборная выступила на чемпионате Европы 2016 года, где не смогла выйти из группы, заняв в ней третье место.
В сезоне 2016/2017 Даль Канто тренировал молодёжную команду клуба «Эмполи», которую вывел в финал Турнира Виареджо. В июне 2017 года вернулся в «Ювентус» в качестве тренера, возглавив молодёжную команду клуба.

## Достижения
- Победитель Средиземноморских игр (в составе молодёжной сборной Италии): 1997
- Обладатель VIVA World Cup (в составе сборной Падании): 2008